# Ceratocilia
Ceratocilia és un gènere d'arnes de la família Crambidae.

## Taxonomia
- Ceratocilia damonalis (Walker, 1859)
- Ceratocilia falsalis (Schaus, 1912)
- Ceratocilia femoralis (Hampson, 1912)
- Ceratocilia gilippusalis (Walker, 1859)
- Ceratocilia liberalis Guenée, 1854
- Ceratocilia maceralis (Walker, 1859)
- Ceratocilia pallidipuncta (Dognin, 1905)
- Ceratocilia sixolalis (Schaus, 1912)